# Vendel
Vendel (en bretó Gwennel, en gal·ló Vandèu) és un municipi francès, situat a la regió de Bretanya, al departament d'Ille i Vilaine. L'any 2006 tenia 1.170 habitants. Limita amb els municipis de La Chapelle-Saint-Aubert, Billé, Saint-Georges-de-Chesné i Saint-Jean-sur-Couesnon.

## Demografia
| 1962                                       | 1968 | 1975 | 1982 | 1990 | 1999 |
| ------------------------------------------ | ---- | ---- | ---- | ---- | ---- |
| 334                                        | 344  | 325  | 300  | 311  | 339  |
| Des de 1962: població sense dobles comptes |      |      |      |      |      |

## Administració
| Període   | Identitat       | Partit |
| --------- | --------------- | ------ |
| 1947-1983 | Joseph Lebreton |        |
| 1983-2008 | Jean Coudray    |        |
| 2008-     | Bernard Turoche |        |